# Кейро (переписна місцевість, Нью-Йорк)
Кейро (англ. Cairo) — переписна місцевість (CDP) в США, в окрузі Грін штату Нью-Йорк. Населення — 1368 осіб (2020).

## Географія
Кейро розташоване за координатами 42°18′20″ пн. ш. 74°0′45″ зх. д. / 42.30556° пн. ш. 74.01250° зх. д. (42.305447, -74.012401).  За даними Бюро перепису населення США в 2010 році переписна місцевість мала площу 10,96 км², з яких 10,95 км² — суходіл та 0,02 км² — водойми.

## Демографія
Згідно з переписом 2010 року, у переписній місцевості мешкали 1402 особи в 618 домогосподарствах у складі 352 родин. Густота населення становила 128 осіб/км².  Було 773 помешкання (71/км²).
Расовий склад населення:
| - 93,1 % — білих - 1,8 % — чорних або афроамериканців - 0,8 % — азіатів - 0,4 % — корінних американців - 0,3 % — вихідців з тихоокеанських островів - 1,4 % — осіб інших рас |

До двох чи більше рас належало 2,3 %. Частка іспаномовних становила 6,3 % від усіх жителів.
За віковим діапазоном населення розподілялося таким чином: 19,7 % — особи молодші 18 років, 61,3 % — особи у віці 18—64 років, 19,0 % — особи у віці 65 років та старші. Медіана віку мешканця становила 43,5 року. На 100 осіб жіночої статі у переписній місцевості припадало 87,9 чоловіків;  на 100 жінок у віці від 18 років та старших — 89,6 чоловіків також старших 18 років.
За межею бідності перебувало 31,5 % осіб, у тому числі 75,7 % дітей у віці до 18 років та 32,3 % осіб у віці 65 років та старших.
Цивільне працевлаштоване населення становило 320 осіб. Основні галузі зайнятості: публічна адміністрація — 19,1 %, освіта, охорона здоров'я та соціальна допомога — 12,8 %, роздрібна торгівля — 10,9 %, мистецтво, розваги та відпочинок — 9,4 %.